# PCNA
Proliferating cell nuclear antigen eller PCNA är ett protein som medverkar i replikationen, processen då DNA-kedjan kopieras vid celldelningen i eukaryota celler. PCNA hjälper till att öka antalet DNA-baser som DNA-polymerasen DNA-polymeras δ och DNA-polymeras ε klarar att kopiera från dess de har bundit till DNA-strängen till dess att de släpper. Detta benämns som att PCNA är en processivitetsfaktor åt dessa polymeras. PCNA är ett exempel på en DNA clamp, ett protein som i DNA-replikationen agerar processivitetsfaktor. Associeringen av PCNA till DNA-molekylen katalyseras av proteinkomplexet RFC.